# Universidad de Las Palmas de Gran Canaria
Universidad de Las Palmas de Gran Canaria är ett universitet i Spanien.   Det ligger i provinsen Provincia de Las Palmas och regionen Kanarieöarna, i den sydvästra delen av landet, 1 700 km sydväst om huvudstaden Madrid. 